# Gamma2 Octantis
Título a ser usado para criar uma ligação interna é Gamma2 Octantis.
Gamma2 Octantis (87 Octantis) é uma estrela na direção da constelação de Octans. Possui uma ascensão reta de 23h 57m 32.99s e uma declinação de −82° 10′ 11.1″. Sua magnitude aparente é igual a 5.72. Considerando sua distância de 314 anos-luz em relação à Terra, sua magnitude absoluta é igual a 0.80. Pertence à classe espectral K0III.